# Четверть доллара (США)
Четверть доллара (англ. Quarter dollar, разг. quarter [квотер]) — монеты США, которые чеканятся с 1796 года по сегодняшний день. Первоначально номинал обозначался 25 c. («25 центов»), с 1838 года — Quarter dollar (с англ. — «Четверть доллара»). Имеют множество разновидностей. С 2010 года чеканятся монеты в ¼ доллара с изображением на аверсе бюста Вашингтона, а на реверсе — Национальных парков США.

## История
Впервые 25-центовые монеты США были отчеканены в 1796 году. Вплоть до 1964 года выпускались из серебра, а с 1965 — из медно-никелевого сплава.
На аверсе монет до 1932 года изображались женщины, символизирующие Свободу. Модели для изображения Свободы были самыми разнообразными — от портрета одной из красавиц того времени до любовницы гравёра, бродвейских актрис и изображения английского символа — «Британия».
В 1975 и 1976 годах в честь 200-летия принятия декларации независимости США выпускалась монета, на реверсе которой был изображён барабанщик, а на аверсе находилась двойная дата «1776–1976».
Реверс всех серебряных 25-центовых монет содержал изображение белоголового орлана — геральдического символа США. Изображение орлана было обязательным по закону, который предусматривал его наличие на любой серебряной монете США номиналом более чем 10 центов.
Все монеты после 1866 года также содержат девиз «IN GOD WE TRUST» (с англ. — «На бога уповаем»). Его появление связано с тем, что в конце Гражданской войны в США в связи с обострившимися религиозными чувствами многих американцев, потерявших родственников либо уставших от военных лишений, 3 марта 1865 года был принят закон, согласно которому все серебряные монеты номиналом более 10 центов и золотые более 3 долларов должны содержать девиз «IN GOD WE TRUST».
С 1999 по 2009 годы выпускались 25-центовые монеты 50 штатов и территорий США. В 2010 запущена программа по чеканке 25-центовых монет с изображением Национальных парков США. Реверс каждого типа монет отличается от другого. Появление большого количества отличающихся друг от друга монет позволяет получать весьма большую прибыль, которая называется сеньораж. Сеньораж заключается в том, что большое количество монет новой серии выводится из обращения из-за их коллекционирования. В результате этого правительство получает прибыль всякий раз, когда кто-нибудь приобретает монеты не для продолжения обращения, а «в копилку». Американское казначейство оценивало сеньораж в 2005 году от чеканки 25-центовых монет в 4,6 миллиарда долларов.

## Типы 25-центовых монет
| 25 центов с изображением драпированного бюста Свободы |                                                                   |                                                       |                                                |                                   |          |       |        |  |
| Дата выпуска | Металл                                                            | Масса, г                                              | Диаметр, мм                                    | Тираж (пруф), шт.                 | Гурт     | Аверс | Реверс |  |
| 1796, 1804–1807 | 89,24 % Ag и 10,76 % Cu                                           | 6,74                                                  | 27,5                                           | около 555 000                     | рубчатый |       |        |  |
| Аверс: изображение Свободы. Реверс: белоголовый орлан — геральдический символ США Гравёр: Роберт Скот (англ. Robert Scot) Чеканка: монетный двор Филадельфии.                                                                   |                                                                   |                                                       |                                                |                                   |          |       |        |  |
| 25 центов с бюстом Свободы в колпаке |                                                                   |                                                       |                                                |                                   |          |       |        |  |
| Дата выпуска | Металл                                                            | Масса, г                                              | Диаметр, мм                                    | Тираж, шт.                        | Гурт     | Аверс | Реверс |  |
| 1815, 1818—1838 | 89,25 % Ag и 10,75 % Cu (1807–1836) 90 % Ag и 10 % Cu (1836–1839) | 6,74 6,7                                              | 1815–1830 — 29 1831–1836 — 27 1837–1838 — 24,3 | около 5,5 миллионов               | рубчатый |       |        |  |
| Аверс: изображение Свободы. Реверс: белоголовый орлан — геральдический символ США Гравёр: Джон Райх (англ. John Reich) Чеканка: монетный двор Филадельфии.                                                                      |                                                                   |                                                       |                                                |                                   |          |       |        |  |
| 25 центов с сидящей Свободой |                                                                   |                                                       |                                                |                                   |          |       |        |  |
| Дата выпуска | Металл                                                            | Масса, г                                              | Диаметр, мм                                    | Тираж, шт.                        | Гурт     | Аверс | Реверс |  |
| 1838—1891 | 90 % Ag и 10 % Cu (1836–1839)                                     | 6,7 г (1838–1852) 6,2 г (1853–1873) 6,3 г (1873–1891) | 24,3                                           | более 155 миллионов               | рубчатый |       |        |  |
| Аверс: изображение Свободы Реверс: белоголовый орлан — геральдический символ США. Гравёр: Кристиан Гобрехт (англ. Christian Gobrecht) Чеканка: монетный двор Филадельфии, Нового Орлеана, Карсон-Сити и Сан-Франциско.          |                                                                   |                                                       |                                                |                                   |          |       |        |  |
| 25 центов Барбера |                                                                   |                                                       |                                                |                                   |          |       |        |  |
| Дата выпуска | Металл                                                            | Масса, г                                              | Диаметр, мм                                    | Тираж, шт.                        | Гурт     | Аверс | Реверс |  |
| 1892–1916 | 90 % Ag и 10 % Cu                                                 | 6,25                                                  | 24,3                                           | более 262 миллионов               | рубчатый |       |        |  |
| Аверс: изображение символизирующее Свободу. Реверс: белоголовый орлан — геральдический символ США. Гравёр: Чарльз Барбер (англ. Charles E. Barber) Чеканка: монетный двор Филадельфии, Нового Орлеана, Денвера и Сан-Франциско. |                                                                   |                                                       |                                                |                                   |          |       |        |  |
| 25 центов со стоящей Свободой |                                                                   |                                                       |                                                |                                   |          |       |        |  |
| Дата выпуска | Металл                                                            | Масса, г                                              | Диаметр, мм                                    | Тираж, шт.                        | Гурт     | Аверс | Реверс |  |
| 1916–1930 | 90 % Ag и 10 % Cu                                                 | 6,3                                                   | 24,3                                           | более 226 миллионов               | рубчатый |       |        |  |
| Аверс: изображение символизирующее Свободу Реверс: белоголовый орлан — геральдический символ США. Художник: Гермон Макнейл (англ. Hermon MacNeil) Чеканка: монетный двор Филадельфии, Денвера и Сан-Франциско.                  |                                                                   |                                                       |                                                |                                   |          |       |        |  |
| 25 центов с изображением Вашингтона на аверсе и орлана на реверсе |                                                                   |                                                       |                                                |                                   |          |       |        |  |
| Дата выпуска | Металл                                                            | Масса, г                                              | Диаметр, мм                                    | Тираж, шт.                        | Гурт     | Аверс | Реверс |  |
| 1932–1998 | 1932–1964 — 90 % Ag и 10 % Cu 1965–1998 — 91,67 % Cu и 8,33 % Ni  | 1932–1964 — 6,3 1965–1998 — 5,67                      | 24,3                                           | более нескольких сотен миллиардов | рубчатый |       |        |  |
| Аверс: изображение Джорджа Вашингтона Реверс: белоголовый орлан — геральдический символ США. Гравёр: Джон Фланеган (англ. John Flanagan) Чеканка: монетный двор Филадельфии, Нового Орлеана, Денвера и Сан-Франциско.           |                                                                   |                                                       |                                                |                                   |          |       |        |  |
| 25 центов пятидесяти штатов и территорий |                                                                   |                                                       |                                                |                                   |          |       |        |  |
| Дата выпуска | Металл                                                            | Масса, г                                              | Диаметр, мм                                    | Тираж, шт.                        | Гурт     | Аверс | Реверс |  |
| 1999—2009 | 91,67 % Cu и 8,33 % Ni                                            | 5,67                                                  | 24,3                                           | около 35 миллиардов               | рубчатый |       |        |  |
| Аверс: изображение Джорджа Вашингтона Реверс: у монеты каждого штата и территории дизайн уникален. Чеканка: монетный двор Филадельфии и Денвера                                                                                 |                                                                   |                                                       |                                                |                                   |          |       |        |  |
| 25 центов с изображением национальных парков США |                                                                   |                                                       |                                                |                                   |          |       |        |  |
| Дата выпуска | Металл                                                            | Масса, г                                              | Диаметр, мм                                    | Тираж, шт.                        | Гурт     | Аверс | Реверс |  |
| 2010 — настоящее | 91,67 % Cu и 8,33 % Ni                                            | 5,67                                                  | 24,3                                           | чеканится по сей день             | рубчатый |       |        |  |
| Аверс: изображение Джорджа Вашингтона Реверс: на каждом планируемом типе монет изображение уникально |                                                                   |                                                       |                                                |                                   |          |       |        |  |